# 델리강
델리강(인도네시아어: sungai Deli)은 인도네시아 수마트라에 위치한 강으로 항구 도시 메단 근처 말라 해협으로 배출되기 전에 메단을 통과하는 강이다. 메단의 8개 강 중에 하나이다. 델리 술 탄산염은 1640년 경 강의 삼각주에 세워졌고 19세기 경에이 강은 술탄국의 다른 지역 무역의 동맥 역할을 했다.
델리 상류의 산림 면적은 3,655 ha 또는 48162 ha 델리 유역의 7.59 %이다. 면적이 48162 ha, 길이 73 km, 폭이 5.58 m 인 델리 유역은 최소 140 ha 또는 유역의 30 %를 차지해야한다.
오늘날 강은 심하게 오염되어 있다. 델리강에서 발생하는 폐기물의 70 %는 인구 밀도가 높은 도시 메단(하루 1,725 톤에 도달)에서 발생하는 고형 또는 액체 폐기물이다.